# Teruel (Huila)
Teruel es un municipio colombiano ubicado en el departamento de Huila. Se caracteriza por ser un territorio montañoso en su mayoría, gracias a que pertenece a la cordillera central, y se encuentra ubicado al margen izquierdo del río Magdalena del departamento del Huila y está atravesado por la cordillera Central. Su extensión territorial es de 589 km², su altura es de 853 m s. n. m. y su temperatura promedio es de 23 °C.
Cuenta con una población de 8.838 habitantes de acuerdo con proyección del DANE para año 2019. El casco urbano del municipio está localizado en la parte noreste del departamento (Región SubNorte). Una de las principales fuentes económicas y el cultivo de mayor importancia a nivel municipal es el café.

## Localización
Teruel se ha desarrollado en el asentamiento indígena de los paeces, ubicado en las estribaciones de la cordillera Central, en la margen izquierda del río Magdalena
El Municipio de Teruel está localizado en la parte occidental del departamento del Huila, margen izquierda del río Magdalena y en las estribaciones de la cordillera central, que descienden del Nevado del Huila. Su cabecera municipal está ubicada geográficamente a 2 grados 44 minutos latitud norte y 75 grados 34 minutos longitud oeste, a una distancia de 50 kilómetros de la ciudad de Neiva conectando a esta ciudad por una sola carretera. Se encuentra categorizado de conformidad con la ley en sexta (6°) categoría.

## Historia
El pueblo fue fundado por Franciscano Bernardo de Lora y Juan Troyano en enero del año de 1656 con el nombre de El Retiro.
Para 1877, el pueblo de El Retiro figura como aldea departamental del Huila y posteriormente en el año de 1937, mediante ordenanza n.º 35 de la Asamblea del Huila, se cambia el nombre de El Retiro por Teruel.

## Servicios públicos
- Energía Eléctrica: Electrohuila, es la empresa prestadora del servicio de energía eléctrica.
- Gas Natural: Alcanos de Colombia, es la empresa distribuidora y comercializadora de gas natural en el municipio.